# ناحیه منداس
ناحیه منداس (به عربی: دائرة منداس) یک ناحیه در الجزایر است که در استان غلیزان واقع شده‌است.